# Christelle Nadia Fotso
Christelle Nadia Fotso, née le 8 décembre 1978 à Yaoundé est une écrivaine Camerounaise.

## Biographie
A l’âge d’un mois, elle est victime d’une maladie, la mélorhéostose (en) qui lui paralyse la jambe droite et ne lui permettra jamais de marcher. Elle est alors évacuée d’urgence en France, où elle subira de nombreuses opérations chirurgicales jusqu’à son départ définitif du Cameroun pour les États-Unis en 1993. Elle fait ses études primaires à l’école du centre de Yaoundé avant de rejoindre le Lycée de Biyem Assi. 
Elle poursuit alors un Bachelor en Sciences Politique et en Philosophie à l’Université de Caroline du Nord (Charlotte) en 1999. Elle entame ensuite ses études de droit et de relations internationales à American University de Washington, DC qu’elle termine en 2002 en obtenant un Doctorat en Droit et un Masters en relations internationales.
Due à la mélorhéostose, sa maladie d’enfance, elle subit une amputation en 2013 après une opération de la hanche en 2012.
Son père est l’industriel et homme politique Victor Fotso. 

## Carrière
Elle est membre depuis 2003 du Barreau de Washington, DC (en) et depuis 2014 du Barreau de Bruxelles. Elle crée et préside en 2016 la Fondation Fotso Maptué pour les 90 ans de son père,. 

## Œuvres
Son premier roman, L’Empreinte des Choses Brisées est publié en 2010 qui parle d’amour dans des villes aussi différentes que Nkongsamba, Douala, Worcester et New York.
Son deuxième livre Amoureuse du Diable, un recueil de poésie est publié en 2017. Son troisième livre est Défigurée.
Elle est considérée par le journal auletch.com comme une des huite écrivaines originaires du Cameroun à suivre en 2019.

## Articles et essais
- Droit de Réponse à Yves Michel Fotso[8]
- Amoureuse du Diable, passionnément, follement[9]
- Le Vieux Baobab, la Meute et le Silence[10].
- La Gloire de mon père[11]
- J’aime être insultée[12]